# Vitaliï Bernadskyï
Vitaliï Olegovytch Bernadskyï ou Vitali Bernadsky (en ukrainien : Віталій Олегович Бернадський, transcription utilisée par la FIDE : Vitaliy Bernadskiy) est un joueur d'échecs ukrainien né le 17 octobre 1994 à Tchernivtsi.
Au 1er avril 2020, il est le 11e joueur ukrainien et le 145e joueur mondial avec un classement Elo de 2 629 points.

## Biographie et carrière
Grand maître international depuis 2014. Bernadskyï dispute de nombreux opens chaque année. Il a remporté :
- le tournoi du festival international de Bucarest en novembre 2010[3] ;
- le championnat international junior d'Allemagne (Internationale Deutsche Jugendmeisterschaft) en mai 2011 à Ströbeck[4] ;
- l'open de Brno en novembre 2011 avec 8,5 points sur 9[5] ;
- le mémorial Kesarovski - Stanchev en Bulgarie en septembre 2012 et septembre 2015 ;
- l'open d'Albena en juin 2013 et juin 2017 ;
- l'open de Moukatchevo en juillet 2013 ;
- le mémorial Najdorf à Varsovie en juillet 2014 et juillet 2019 ;
- l'open des Sables d'or de Varna en juin 2015 ;
- le tournoi international de Varna en juillet 2015 (8/9) et en juillet 2016 ;
- l'open de Paleóchora en juillet 2016 et juillet 2017 ;
- l'open de Erevan en octobre 2016 ;
- le tournoi rapide de Loutsk en février 2017 ;
- l'open de Kahramanmaraş en avril 2017 ;
- l'open de Serik en mai 2017 ;
- l'open de Kavala en août 2017 ;
- la demi-finale du championnat d'Ukraine en octobre 2017 et octobre 2019 ;
- l'open de Tsakhkadzor en novembre 2017 ;
- la quatrième place à la finale du championnat d'Ukraine en décembre 2017 ;
- la Coupe Khazar à Bandar-e Anzali en mars 2018 ;
- le tournoi A de la Coupe Vergani à Montebelluna en décembre 2018 ;
- la Coupe de la Mer Caspienne à Racht et la Coupe Karoun à Ahvaz en février 2019 ;
- l'open du Palatinat à Neustadt an der Weinstraße en mars 2019 et février 2020 ;
- l'open de Beyrouth et l'open de Palma de Majorque en mai 2019 ;
- l'open de l'université d'Ankara en juin 2019 ;
- l'open de Bavière en novembre 2019 ;
- l'open de Roquetas de Mar en janvier 2020.

Il finit huitième ex æquo (19e au départage) de l'Open Grenke en 2019.
Dans les compétitions par équipe, Bernadksyï remporta la coupe des clubs de Géorgie avec l'équipe de samégrélo (Mingrélie-et-Haute-Svanétie) en 2015.